# Haselbech
Haselbech est une paroisse civile et un village du Northamptonshire, en Angleterre.